# Talas (Kirgisistan)
Talas (zwischen 1877 und 1913 Ak-Tschij, von 1913 bis 1944 Dmitrijewskoje) ist eine mittelgroße Stadt mit etwa 34.500 Einwohnern im Nordwesten Kirgisistans, in dem ca. 60 km langen Talas-Tal zwischen imposanten Bergketten. Die Stadt ist Verwaltungszentrum des gleichnamigen Oblus Talas.

## Geschichte
Obwohl das Tal schon seit mindestens 1000 Jahren dünn besiedelt war, hatte es vorwiegend als Weidefläche wirtschaftliche Bedeutung und nur im Winter lebten die Hirten im Tal. Nach der geschichtlich bedeutenden Schlacht am Talas im Jahre 751 zwischen Arabern und Chinesen blieb das Tal mehrere Jahrhunderte unbesiedelt, obwohl einige archäologische Nachgrabungen in den 1970er und 1980er Jahren beweisen, dass hier einst Leben und Handel blühten.
Im Bürgerkrieg nach dem Ende der Einheit des Mongolischen Reiches gelang es Qaidu, einem Enkel Ögedeis, 1269 einen eigenen mongolischen Staat mit dem Mittelpunkt in Talas zu errichten. Er war in Konflikte mit regionalen Machthabern vom Tschagatei-Flügel der Mongolen und mit Kublai Khan verwickelt. Nach seinem Tod 1301 fiel das Gebiet an das Tschagatai-Khanat.
Mit der russischen Eroberung 1864 kamen die ersten Europäer in das Tal. Die Siedlung wurde in den 1870er-Jahren von Bauern aus der Provinz Woronesch als Ak-Tschij gegründet.
Im April 1882 kamen Mennoniten mit einer Ansiedlungsgenehmigung aus St. Petersburg und der Gouverneur Turkestans in Taschkent wies ihnen Land im Talas-Tal zwischen den Flüssen Urmaral und Kumuschtak zu. Zu diesem Zeitpunkt befanden sich in Dimitrowka 16 kleine Häuser russischer und ukrainischer Familien, erbaut nach der ukrainischen Art, wie sie in den Dörfern Südrusslands bekannt waren.
1913 wurde der Name in Dmitrijewskoje geändert.
Das erste steinerne Gebäude in der Siedlung war eine in den 1920er Jahren erbaute Backsteinkirche. Die Bevölkerung der Ansiedlung war immer gemischt und ist auch heute vielsprachig: Slawen, Kirgisen, Usbeken, Kasachen, Uiguren, Dunganen, Deutsche, Griechen, Chinesen, Tadschiken und andere Nationalitäten leben hier zusammen. In den 1940er Jahren lebten hier auch Karatschaier und Tschetschenen, die aus dem Kaukasus deportiert worden waren. Nach 1956 sind diese Kaukasier wieder in ihre Heimat zurückgekehrt.
Den Status als Stadt und ihren heutigen Namen „Talas“ erhielt die Siedlung 1944. Gleichzeitig wurde sie Hauptstadt der neugegründeten Oblast Talas, die 1956 allerdings wieder aufgelöst und erst 1980 erneut gegründet wurde. Die in den benachbarten Gebirgsketten und im Talas-Tal mit ihren Viehherden nomadisierenden Kirgisen wurden zu dieser Zeit im Zuge der Zwangskollektivierung in der Sowjetunion in Kolchosen und Sowchosen zusammengefasst und in neuen Siedlungen sesshaft gemacht. Damit begann auch der Zuzug ethnischer Kirgisen in die Stadt Talas.
Die Stadt war zu Sowjetzeiten vor allem aufgrund der Nähe zu Schambyl (heute Taras) in Kasachstan wirtschaftlich bedeutend. Nach 1991 verlor Talas an Bedeutung, da damals Rezession einsetzte und die Industrie nicht mit China mithalten konnte.

## Wirtschaft und Verkehr
Das Talas-Tal ist bei ausreichender Bewässerung fruchtbar und bringt bei richtiger Bearbeitung gute Ernte. Die Stadt lebt daher vor allem von der Verarbeitung und Vermarktung landwirtschaftlicher Erzeugnisse.
Bei der Teilung Turkestans 1925 in mehrere Sowjetrepubliken kam das Talas-Tal zu Kirgisistan. Die Wirtschaft des Tals blieb jedoch, wie schon seit Jahrzehnten, auf die benachbarte Stadt Dschambul (seit 1992 Taras) am Talausgang in Kasachstan und auf deren Eisenbahnanbindung ausgerichtet. Nach dem Zusammenbruch der Sowjetunion hatte diese Grenzziehung erhebliche negative Konsequenzen, da man nunmehr die andere Gebiete Kirgisistans von Talas aus nur nach doppelter Grenzüberquerung und -kontrolle Kasachstans erreichen konnte – einmal bei der Einfahrt aus Talas nach Kasachstan als Durchgangsland, und dann ein zweites Mal bei der Ausfahrt aus Kasachstan nach Kirgisistan. Die Wirtschaft des Tals hatte dabei sehr zu leiden. Die kirgisische Regierung war in den 1990er Jahren gezwungen, die Verkehrsverbindung des Talas-Tals zum Tschüi-Tal und an die Straße Bischkek-Osch über den ca. 3600 m hohen Töö-Pass und den 3300 Meter hohen Ötmök-Pass nach Suussamyr wiederherzustellen. Der 3 km lange Tunnel in den hohen Bergen auf dieser Strecke, der die Hauptstadt Bischkek mit dem Talas-Tal verbindet, wurde noch in den 1940er und 1950er Jahren von Zwangsarbeitern ausgebaut und hat erst seit den 1990er Jahren nach einer Renovierung seinen wirklichen Wert bewiesen.
Die Stadt ist durch den Flughafen Talas an den kirgisischen Binnenluftverkehr angebunden.

## Bevölkerung
| Jahr | Einwohnerzahl |
| ---- | ------------- |
| 1970 | 20.099        |
| 1979 | 22.415        |
| 1989 | 30.520        |
| 1999 | 32.638        |
| 2009 | 32.886        |
| 2021 | 40.308        |
| 2022 | 41.067        |

Quellen:

## Manas

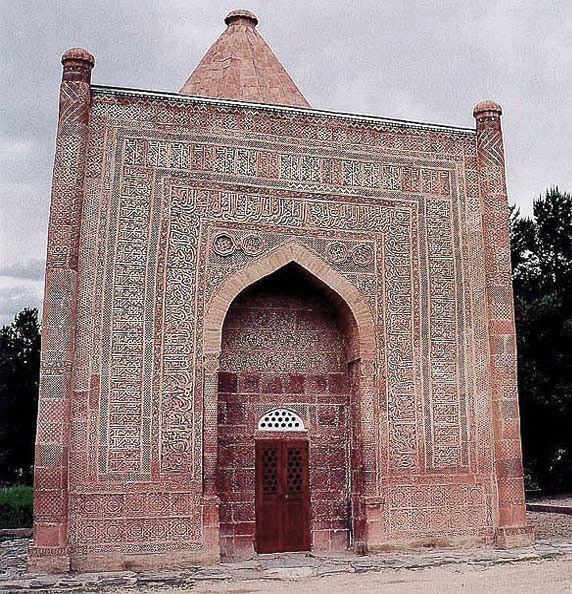
Mausoleum bei Talas

Der mythische kirgisische Nationalheld Manas soll in den Ala-Too-Bergen im Bezirk Talas geboren sein. Einige Kilometer östlich von Talas entfernt steht ein Mausoleum, das als das des Manas ausgegeben wird und ein beliebter Ausflugsort ist. Allerdings heißt es in einer Fassadenbeschriftung, dass das Mausoleum „... der ruhmreichsten der Frauen, Kenizek-Khatun, der Tochter des Emirs Abuka“ gewidmet sei. Der Legende zufolge soll Kanikey, die Witwe des Manas, diese Inschrift angeordnet haben, um die Feinde ihres Mannes irrezuführen und eine Grabschändung zu verhindern. Das Gebäude, bekannt als „Manastin Khumbuzu“ (oder „Ghumbez des Manas“), wurde vermutlich 1334 errichtet. In der Nähe steht ein Museum, Manas und seiner im Manas-Epos festgehaltenen Legende gewidmet. Auf dem umliegenden Festgelände finden seit 1995 im Sommer eindrucksvolle traditionelle kirgisische Reiterspiele statt.

## Söhne und Töchter der Stadt
- Ednan Karabajew (* 1953), Politiker
- Omurbek Suwanalijew (* 1960), Politiker
- Almas Baketajew (* 1971), kirgisischer Politiker
- Lunara Dscholdoschewa (* 1978), Juristin
- Kanatbek Begalijew (* 1984), Ringer
- Dschanarbek Kendschejew (* 1985), Ringer[6]